# إيثر 18-تاج-6
إيثر 18-تاج-6 هو إيثر تاجي له الصيغة الكيميائية C12H24O6 ويكون على شكل صلب أبيض اللون.

## التحضير
يحضر مركب إيثر 18-تاج-6 من طريقة محورة لتفاعل اصطناع وليامسون للإيثر بوجود كاتيون قالبي؛ كما يتم التحضير بإجراء تفاعل تحلق قليل الوحدات من أكسيد الإيثيلين.

## الخواص
يكون مركب إيثر 18-تاج-6 على شكل صلب أبيض اللون، قابل للانحلال في الماء. للمركب عزم ثنائي قطب مقداره 2.76 ± 0.06 ديباي في حلقي الهكسان و 2.73 ± 0.02 ديباي في البنزين.
لمركب إيثر 18-تاج-6 ألفة تجاه أيونات الهيدرونيوم.

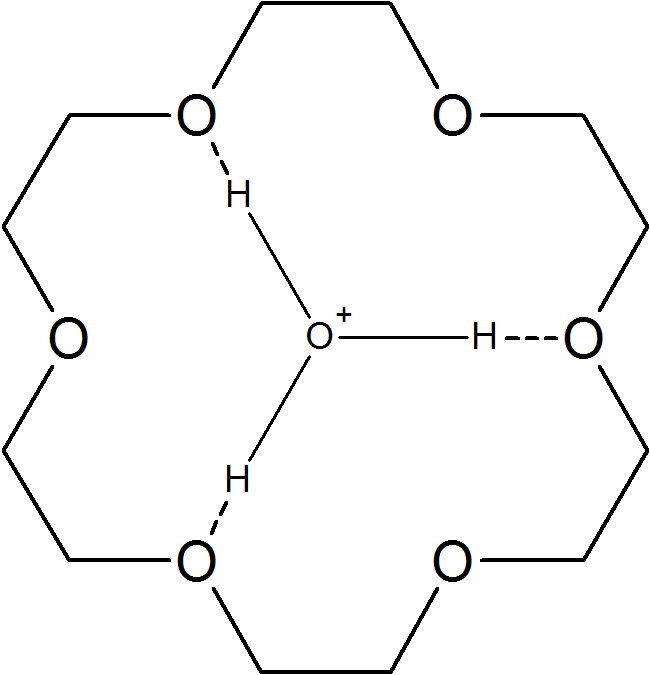
معقد ^{+}H_{3}O مع إيثر 18-تاج-6

## الاستخدامات
يستخدم مركب إيثر 18-تاج-6 في حفازات انتقال الطور.

## اقرأ أيضاً
- إيثر 12-تاج-4
- إيثر 15-تاج-5